# Jevra Kadisha

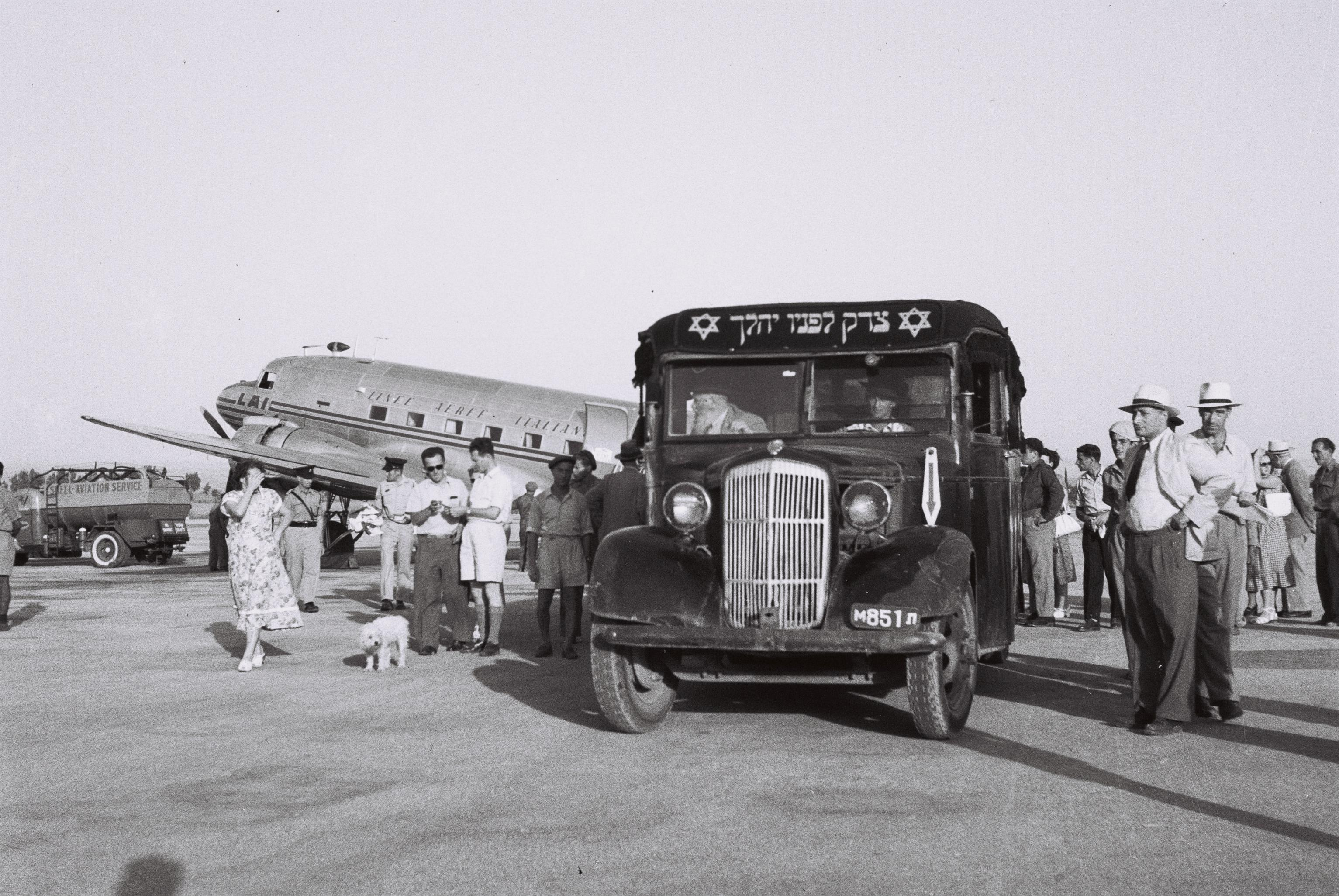
Vehículo de Kevra Kadisha en 1949

La Jevra Kadisha (en hebreo: חברה קדישא) es el nombre dado a una sociedad, generalmente formada por hombres y mujeres voluntarios, responsables de preparar el cuerpo del difunto para el entierro.

## Bendición
En el judaísmo rabínico, al recibir la noticia de un fallecimiento, se recita la siguiente bendición:
- Texto en hebreo: ברוך אתה ה' אלוהינו מלך העולם דיין האמת

- Transliteración: Baruj Atá Adonai Eloheinu Melej HaOlam, Dayán HaEmet.

- Traducción al español: Bendito Seas, Oh Señor Dios Nuestro, Rey del Universo, Juez de la Verdad.

## El funeral
El cuerpo del difunto es lavado en un ritual de purificación llamado tahará, y en la medida de lo posible es enterrado dentro de las 24 horas posteriores a la defunción. El servicio funerario consiste en la recitación de la oración del Kadish por los parientes más cercanos y los líderes religiosos. También existe la costumbre de rasgar una parte de la ropa al escuchar la noticia de la muerte de un pariente cercano. No se puede enterrar a una persona durante el Shabat judío.